# ماريو مارين سوتو
ماريو مارين سوتو (بالإسبانية: Mario Marín Soto)‏ (4 أبريل 1991 في إسبانيا - ) هو لاعب كرة قدم إسباني في مركز الدفاع. لعب مع أتلتيكو مدريد ب وريال مورسيا وريكرياتيفو.

## وصلات خارجية
- ماريو مارين سوتو على موقع قاعدة بيانات كرة القدم.إي يو (الإنجليزية)
- ماريو مارين سوتو على موقع Soccerway.com (الإنجليزية)
- ماريو مارين سوتو على موقع AS.com (الإسبانية)